# Nuraghe Antigori
Le nuraghe Antigori est un site archéologique comprenant les vestiges de plusieurs tours rondes datées de l'Âge du bronze, situé à Sarroch, dans la ville métropolitaine de Cagliari, en Sardaigne (Italie).

## Description
Le site du nuraghe Antigori comprend les restes de plusieurs tours rondes, en forme de cône tronqué (nuraghe), implantées sur un piton rocheux nommé Antigori.
Les fouilles archéologiques ont permis la découverte de nombreux restes de céramiques sardes et mycéniennes de l'Âge du bronze, provenant  de l'Argolide, Crète et Chypre, en particulier une petite Labrys.